# Dr. Strangepork
Dr. Julius Strangepork was een handpop uit de komische poppenserie The Muppet Show. Hij was een varken op leeftijd dat voornamelijk te zien was met First Mate Piggy en Captain Link Hogthrob in de terugkerende sketch Pigs in Space, waarin hij de wetenschapper was aan boord van het ruimteschip Swinetrek. Hij diende eveneens als monteur van het vaartuig en was de deskundige op het gebied van planeten. Hij droeg een bril met dun montuur, had een kaal hoofd en borstelige grijze bakkebaarden en wenkbrauwen. Daarnaast sprak hij met een Duits accent.
Naast Pigs in Space was Strangepork soms op het podium van het Muppet-theater te zien met andere Muppet-varkens. Ook figureerde hij als Fritz, de vermoorde regisseur in aflevering 4.14 met Liza Minnelli. In de films The Muppet Movie en The Muppets Take Manhattan kwam hij voor als achtergrondpersonage, vergezeld door Link en overige varkens, en in The Muppet Christmas Carol had hij een korte rol als een van Freds gasten. Strangepork en zijn collega's Link en Piggy kwamen in getekende vorm voor in Little Muppet Monsters, een programma dat al na drie uitzendingen werd stopgezet. 
In Muppets Tonight had Strangepork een eenmalige rol als veiligheidscontroleur in een Bay of Pigswatch-sketch, hij is te zien als een van Gonzo's volgers op het strand in Muppets from Space en zijn stem is te horen in het computerspel Muppet Party Cruise. 

## Oorsprong
De pop die later gebruikt zou worden als Dr. Strangepork speelde als Dr. Nauga mee in een sketch genaamd Return to Beneath the Planet of the Pigs in de Muppet Show-pilot Sex and Violence. Hier had hij meer gezichtsbeharing en een valse gelaatsuitdrukking. Ook werd de pop in het eerste seizoen van The Muppet Show gebruikt in verscheidene sketches, Pigs in Space was te zien vanaf het tweede seizoen.

## Poppenspel
Dr. Julius Strangepork werd gespeeld door Jerry Nelson. Sinds Nelsons pensioen in 2004 is de pop enkel nog gebruikt als achtergrondpersonage, bijvoorbeeld in een Muppet-versie van Bohemian Rhapsody, die in 2009 op Freddie Mercury's sterfdag op YouTube werd geplaatst.
Al heeft hij in 2017 bij een speciaal Muppet Evenement enkele woorden gesproken.